# Holografia
A Holografia é um método que utiliza técnicas de interferência de luz para registrar uma imagem de forma integral em 3D. O método consiste na gravação de imagens que viabilizam a reconstrução de cenas que proporcionam ao observador uma visão espacial, com uma experiência visual de profundidade sob múltiplos ângulos, semelhante à observação de objetos reais. O termo holografia quer dizer "escrita integral" também é conhecida por holograma, que quer dizer "registro inteiro" ou "registro integral", por se tratar de uma imagem registrada em 3D.

## História

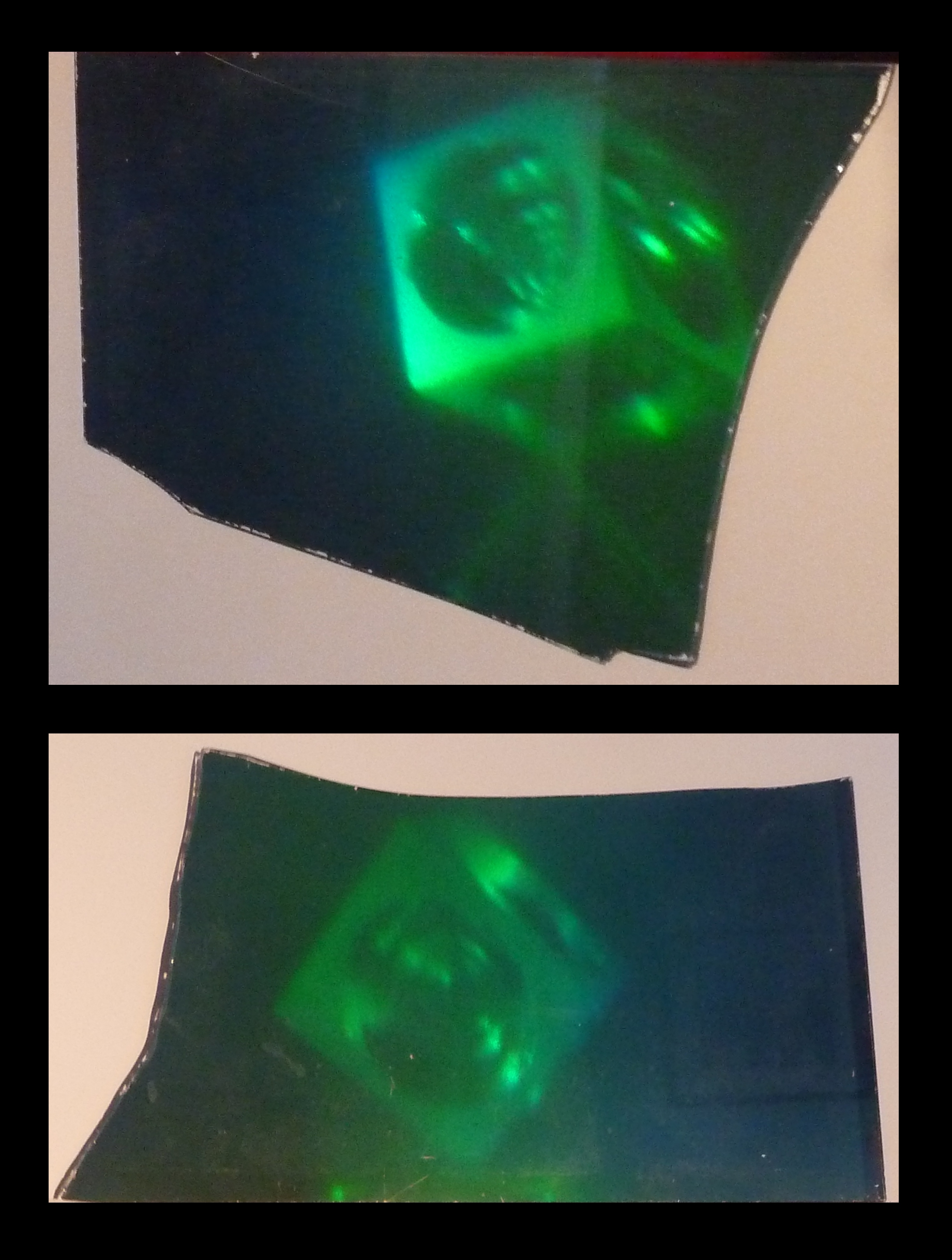
Holograma quebrado em dois mostra mesma imagem em vistas diferentes. O holograma inteiro mostrava uma espécie de cubo, ao ser quebrado apresenta, em cada pedaço, um ângulo distinto do mesmo objeto

Foi concebida teoricamente em 1948 pelo húngaro Dennis Gabor, vencedor do Prêmio Nobel de Física em 1971, e somente aplicada de forma prática após a invenção do LASER nos anos 60.
Além de servir como forma de registro de imagens ela também é utilizada pela Física como uma sofisticada técnica para análise de materiais e armazenamento de dados.
Os nomes Holografia e Holograma vem do grego. Holos (todo, inteiro), graphos (escrita) e gramma (registro escrito, sinal); assim são praticamente sinônimos que expressam um método de registro, de "escrita integral" da informação viisual, com relevo e profundidade.
Os hologramas possuem uma característica única: cada parte deles possui a informação do todo ("distributividade"). Assim, um pequeno pedaço de um holograma tem informações da imagem do mesmo holograma completo. Ela poderá ser vista na íntegra, mas a partir de um ângulo restrito.
Uma comparação simplista pode ser feita com uma janela: se a cobrirmos, deixando um pequeno buraco na cobertura, permitiremos a um espectador continuar a observar a paisagem do outro lado, porém, por conta do buraco, de um ângulo muito restrito; mas ainda se conseguirá ver a paisagem.
Este conceito de registro "tota ou integrall", no qual cada parte possui a informações do todo, é utilizado em outras áreas, como na Neurologia e na Neuropsicologia, para explicar como o cérebro armazena as informações ou como a nossa memória funciona.
Desta forma, a holografia não deve ser considerada simplesmente como mais uma forma de visualização de imagens em três dimensões, mas sim como um processo de se codificar uma informação visual e depois (através do laser) decodificá-la, recriando "integralmente" esta mesma informação.
É importante notar que diversas formas de projeção de imagem são erroneamente chamadas de holográficas por resultarem em imagens que "aparentemente" estão no ar (projeções sobre telas transparentes, películas especiais, làminas de água ou óleo e mesmo sobre fumaça).
Na verdade, o sentido da holografia é o da reconstrução e da integralidade da imagem e não de uma impressão visual fantasmagórica que geralmente é em duas dimensões, mas "anunciada ou vendida" como sendo holográfica.
É importante notar que, até hoje, não existe uma forma de projeção de imagens no ar sem qualquer tipo suporte, seja ela holográfica ou não.

## Propriedades
Em termos físicos os hologramas têm propriedades diferentes de outros meios visuais como já citado acima, sendo as mais relevantes a "perspectiva", "associatividade" e a "distributividade", aqui explicadas brevemente.

### Perspectiva
Esta propriedade trata da possibilidade de observar o objeto representado pelo holograma de diferentes posições (diferentes ângulos) com profundidade (relevo). Quando observamos uma imagem holográfica, estamos na realidade vendo a frente de onda gerada pelo objeto, isto é vemos a "reconstrução" do objeto em luz e assim temos a impressão de estarmos na presença do próprio objeto, diferentemente das fotografias onde não há uma "reconstrução".

### Associatividade
O holograma é criado pela associação de duas ondas, sendo uma a onda que ilumina o holograma podendo ser perpendicular(O) ou paralela(R) ao mesmo. Estas duas ondas estão presentes durante a gravação, ondas R e S são ambas associadas ao holograma que elas geraram.

### Distributividade
Como explicado no início no holograma, a informação registrada está distribuída ao longo de toda sua superfície. No caso de uma fotografia a cobertura ou destruição de uma parte dela também cobre ou destrói parte da informação, fazendo com que a imagem deixe de ser completa.
Com hologramas, especialmente com os de transmissão, isso não ocorre, a destruição ou cobertura parcial do mesmo não resulta em perda de informação, por ela estar distribuída em toda a sua superfície, o que são afetadas porém, são a qualidade e a resolução da imagem registrada, proporcionalmente a percentagem de área afetada. O relevo e a perspectiva também são reduzidos pela diminuição da "janela" de observação.

## Método de Leith e Upatnieks

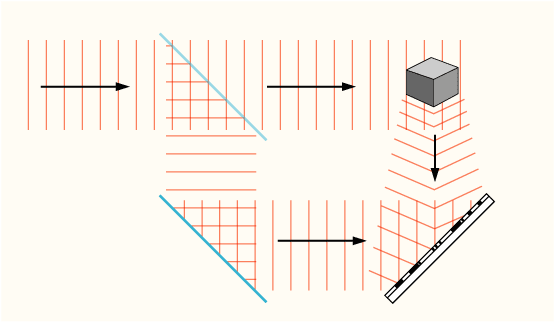
Esquema da geração de uma holografia

Desde 1962, este método usa laser e lentes para abrir os raios e assim iluminar propriamente o objecto.
Divide-se o laser em dois feixes por meio de um espelho que reflete apenas parcialmente a luz.
O primeiro raio ilumina o objecto e faz sua imagem chegar ao filme fotográfico; o outro é direcionado por um segundo espelho e incide diretamente sobre o filme. Há então um cruzamento dos dois raios sobre a superfície do filme (aquele com a imagem do objecto e o que atingiu diretamente) fazendo com que as ondas de luz interfiram umas nas outras. Onde as cristas das ondas se encontram, forma-se luz mais intensa; onde uma crista de um feixe encontra o intervalo de onda de outro, forma-se uma região escura. Esta sobreposição é possível porque o laser se propaga através de ondas paralelas e igualmente espaçadas. O resultado é codificação da luz que atingia o objecto resultando em uma imagem tridimensional que reproduz o objecto fielmente.
Porém ela só é vista quando se ilumina este filme com um laser. Para que esta imagem seja vista com a luz branca normal é preciso fazer todo processo novamente, só que desta vez substituindo o objecto pelo filme que já contém a imagem holográfica.  Assim, coloca-se o filme exposto e revelado no lugar do objecto a ser holografado e um outro filme virgem que receberá a imagem através dos dois feixes. O resultado é um holograma visível sob a luz branca.
Na verdade, pode-se considerar a holografia como uma "reconstrução luminosa do objecto" em três dimensões.
A técnica de Gabor foi aperfeiçoada ao longo do tempo por outros cientistas como Stephen Benton, o que permitiu uma difusão da holografia fazendo com que fosse utilizada mais facilmente para ver pela luz branca e que pudesse ser estampada em plástico por transferência de relevo.
Yuri N. Denisyuk em 1958, época em que ainda não existia o laser, inventou em forma isolada a holografia em processo que ilumina ao material fotossensível com o feixe de referência do lado oposto ao feixe objeto, permitindo a iluminação pela luz branca, que resulta automaticamente filtrada em uma pequena banda monocromática.
Os hologramas podem ser reproduzidos em película fotográfica, películas plásticas especiais ou como resultado de um processo de relevo em superfícies metalizadas (por exemplo poliéster metalizado) gerando hologramas impressos ou "em relevo".

## Holograma de Fourier
Uma configuração de holograma muito usual é a do Holograma de Fourier, que consta em um holograma no qual as amplitudes complexas das ondas que interferem no mesmo são alteradas por meio da  transformação de Fourier.Com isso temos uma mudança tanto nas amplitudes complexas dos objetos quanto nas  ondas referenciais,para que isso aconteça são usados objetos com espessura limitada quase como uma transparência.
Para gravar um holograma de Fourier, a transparência do objeto deve ser colocada em frente ao plano focal da lente utilizada.Deve ser utilizada um feixe de luz monocromática como iluminação.Este mesmo feixe também deverá estar localizado em frente ao plano focal da lente.Com este procedimento temos a impressão do holograma em uma placa fotográfica que é localizada atrás do plano focal.
Podemos calcular a amplitude complexa na placa fotográfica, que é então localizada na parte de trás do plano focal da lente,pela equação abaixo se a amplitude complexa da onda que sai do plano do objeto é do tipo o(x,y).
{\displaystyle O(\mathrm {E} ,n)=\digamma {(o(x,y))}}
O feixe de luz é também derivado de um ponto localizado em frente ao plano focal da lente. A amplitude complexa da onda que passa na placa fotográfica pode ser calculada com a fórmula a seguir, se δ(x+b, y) for a amplitude complexa do ponto falado neste parágrafo.
{\displaystyle R(\mathrm {E} ,n)=exp(-2i\pi \mathrm {E} b)}
Estas duas ondas relatadas acima criam uma intensidade no padrão de interferência que é demonstrada pela equação a seguir:
{\displaystyle I(E,n)=1+|O(E,n)|^{2}\quad +O(E,n)exp(i2\pi Eb)+O*(E,n)exp(-2i\pi Eb)}
Para reconstruir a imagem do holograma, é necessário que o holograma utilizado seja colocado em frente ao plano focal da lente como mostra a figura 1.2 e iluminar-lo com um feixe de luz monocromático.

## Formulas matemáticas
Para uma onda harmônica plana, tendo cossenos diretores,α, β e Y são representados pelas formulas:
{\displaystyle u(x,y,z)=U_{o}e^{i.2\pi \cdot ({\alpha  \over \lambda }\cdot x+{\beta  \over \lambda }\cdot y+{Y \over \lambda }\cdot z)}-iwt}
{\displaystyle =U(x,y)e^{i.2\pi \cdot {Y \over \lambda }\cdot z-iwt}} {\displaystyle fasorcomplexo:U(x,y)=U_{o}e^{i.2\pi \cdot ({\alpha  \over \lambda }\cdot x+{\beta  \over \lambda }\cdot y)}}
Em geral é utilizado a formula abaixo para ondas de qualquer forma, sendo sempre harmônica, podendo ser representada pelo seu espectro angular de ondas planas:
{\displaystyle \int _{}^{}\int _{-\infty }^{+\infty }A\cdot ({\alpha  \over \lambda }\cdot x+{\beta  \over \lambda })\cdot e^{i.2\pi \cdot ({\alpha  \over \lambda }\cdot x+{\beta  \over \lambda }\cdot y)}\cdot d{\alpha  \over \lambda }d{\beta  \over \lambda }}

## Franjas de interferência
Podemos representar os fatores dos objetos(o) e do referencial(r) a partir da equações abaixo:
{\displaystyle O(x,y)=o(x,y)e^{i\theta o(x,y)}}
{\displaystyle o(x,y)\equiv |O(x,y)|}
{\displaystyle R(x,y)=r(x,y)e^{i\theta o(x,y)}}
{\displaystyle r(x,y)\equiv |R(x,y)|}
No local do espaço onde estas ondas se encontram (superpõe), esta interferência acarreta no aparecimento de franjas brilhantes e escuras como é mostrado na figura abaixo:
Temos então uma nova intensidade que resulta:
{\displaystyle I(x,y)=|O(x,y)=R(x,y)|^{2}}
{\displaystyle =|O|^{2}+|R|^{2}+O/R+/OR}
{\displaystyle =|O|^{2}+|R|^{2}+2o(x,y)r(x,y)cos(\theta o(x,y)-\theta r(x,y))}
Sendo que "o(x,y) e r(x,y)" são as amplitudes, que determinam a modulação das franjas,de ambas as ondas utilizadas e "θo(x,y)  e θr(x,y)" suas fases, que designam o período e a orientação das mesmas.Logo, todas as franjas que são gravadas em uma placa tem as características de ambas as ondas também gravadas.

## Técnica para a reprodução de hologramas
Em várias ocasiões necessitamos de cópias de um holograma. Para tal fato acontecer temos algumas possibilidades,como por exemplo: iluminar o holograma com o conjugado da onda referencial. Esta onda pode então ser utilizada em conjunto com outra onda referencial para então criar uma segunda cópia do mesmo.É possível também que seja produzido a cópia que reconstrua uma imagem real ortoscópica,mas como também uma cópia com uma eficiência de difração melhorada.
Algumas técnicas de utilização para cópia de hologramas são apresentadas a seguir:

### "Contact printing"
Uma das técnicas mais fáceis para a produção de vários hologramas idênticos é pela utilização da "Contact Printing" no holograma original para um outro material fotossensível.Na cópia é então gravada o padrão de interferência formado pela luz difratada proveniente do holograma e a luz transmitida pelo mesmo, a iluminação deve estar adequada para produzir "franjas" de interferência com alta visibilidade.A interferência fica entre raios que são separados por uma distância "Δx"(representada na fórmula abaixo), isso apenas ocorre quando a luz é difratada com um ângulo "θ" .
{\displaystyle \Delta X=\Delta Ztan\theta }
Diferença de trajeto óptico entre os dois raios é encontrado por:
{\displaystyle \Delta l=\Delta Xsin\theta }
{\displaystyle =\Delta Ztan\theta sin\theta }
Com o intuito de se ter uma cópia com uma eficiência de difração boa é necessário um cuidado com a exposição e com as condições de transformação escolhidas para o holograma original.Estas escolhas devem se basear na amplitude da onda transmitida e na da onda difratada, as quais devem ser semelhantes.Também devemos cuidar com alguns aspectos da frente de onda na qual direção, a curvatura e o comprido de onda do referencial original devem ser mantidos no sistema de cópia.Temos também há a possibilidade de usar um fluido "indexmatching" entre o holograma e a cópia, com finalidade de eliminar "franjas de interferência espúrias" que são formada pela reflexão entre as duas superfícies.

### Gravação em relevo - Holograma impresso
Hologramas gravados em um "objeto foto resistivo" podem ser copiados pela técnica de gravação em relevo.
Primeiramente no processo de gravação em relevo é necessário a criação de um carimbo de eletrodeposição de níquel que deve ser utilizado na imagem em relevo. Quando a espessura da camada de níquel já estiver na altura adequada é preciso que haja a separação desta camada com o holograma original e montada em um placa de metal para cozimento. Consiste em um filme de base de poliéster, uma camada de resina separadora e uma película termoplástica (que é a camada do holograma).
O processo de gravação é então realizado com a prensa aquecida, a camada mais inferior do filme duplicado é aquecido acima do seu ponto de amolecimento e pressionado contra o "carimbo". A camada termoplástica (camada do holograma) fica então com o formato do carimbo e retém este formato quando ele é aquecido e removido da prensa.Também pode ser usado um rolo para ser usado em replicação em massa para formar grandes formatos em relevo, como a capa de um livro por transcrição. Para permitir a visualização por uma luz refletida, a folha de transcrição necessita ter mais duas camadas, uma camada de reflexão feita de alumínio depositado em vácuo na camada de gravação do holograma e na camada adesiva. Quando a folha de transcrição é colocada na superfície onde será gravada a cópia do holograma e pressionado contra um dado quente, a camada adesiva derrete e se adere ao substrato. Após seu resfriamento, o filme base pode ser retirado deixando apenas as outras camadas, incluindo o holograma original, aderidas no substrato.

## Áreas de utilização
A holografia é usada dentro da pesquisa científica no estudo de materiais, desenvolvimento de instrumentos ópticos, criação de redes de difracção entre outras.
Na área da indústria tem aplicações no controle de qualidade de materiais, armazenamento de informação e na segurança (vide textos abaixo).
A holografia também é utilizada na área da comunicação como um "display" de alto impacto visual comercialmente usado como elemento promocional em pontos-de-venda, estandes, museus, exposições, etc.
Já nas artes visuais diversos artistas trabalham a holografia como uma forma de expressão.
Os pioneiros da holografia no Brasil foram o Prof. José Lunazzi, da UNICAMP, o artista plástico, hológrafo e videomaker Moysés Baumstein e Fernando Catta-Preta. Baumstein teve dois laboratórios em São Paulo e produziu mais de 200 hologramas comerciais para empresas, instituições e agências de promoção, além de inúmeras holografias artísticas.

### Armazenamento de informação
A possibilidade de armazenar grandes quantidades de informação em algum tipo de meio é de grande importância, para arquivamento, processamento de informações ou de imagens. Na área da tecnologia da informação testa-se o uso de hologramas como uma forma "ótica" de armazenamento de dados, que permite armazenar uma alta densidade de informações em cristais ou foto-polímeros.
Como desdobramento destes testes, uma nova geração de DVDs foi criada pelo Bell Labs dos Estados Unidos e por outros laboratórios pelo mundo com base nos princípios holográficos. Enquanto os aparelhos de DVD atuais (incluindo o Blu-Ray e o extinto HD-DVD) lêem e gravam as informações no disco em uma ou mais camadas através de um sistema que altera o foco do raio laser, foi criado um novo disco onde o raio é dividido, alterado e recombinado de modo a criar padrões de interferência. Estes padrões na verdade são pequenos hologramas gravados por toda a camada sensível do disco que ocupam um espaço muito pequeno. Assim pode-se gravar uma densidade enorme de informação chegando-se ao patamar de Terabytes de dados (trilhões de bytes) em um único disco. Isto equivaleria a uma capacidade de armazenamento 800 vezes maior do que a de um DVD normal armazena hoje.
Este tipo de DVD ainda experimental é chamado de Holographic Versatile Disc, ou Disco Holográfico Versátil.

### Segurança
O uso de hologramas impressos para segurança (imagens holográficas estampadas em base de poliéster, cuja técnica foi descrita acima ou em suportes "destrutíveis") se dá pela dificuldade de se produzir e replicar estes tipos de hologramas, assim eles são aplicados em produtos como um selo que comprovaria sua autenticidade. Porém a existência de um holograma em um produto não é uma garantia absoluta, pois apesar de requerer equipamentos caros, especializados e tecnologicamente avançados, apareceram nos últimos anos diversas falsificações de produtos com selos holográficos provando que, se o valor do produto compensa, a pirataria também investe em alta tecnologia.
Os hologramas mais comuns para segurança são os adesivos aplicados em cartões de crédito e bancários, em produtos de informática, relógios, DVDs e vários outros passíveis de pirataria. De uma forma mais sofisticada hologramas impressos são integrados ao papel moeda para aumentar o grau de segurança de notas, acções e certificados bancários. Atualmente as notas de R$20, de R$50 e R$100  reais no Brasil, de 5/10/20 libras na Inglaterra, 5/10/20/50/100 dólares canadenses no Canadá, 5000/10000 ienes no Japão, possuem tiras holográficas impressas para aumentar a segurança.

### Artes visuais
Como forma de expressão artística a holografia ainda é considerada embrionária, uma estética holográfica está por ser desenvolvida, porém diversos artistas plásticos a utilizaram, entre eles a inglesa Margaret Benyon, os norte-americanos Rudie Berkhout e Harriet Casdin-Silver, os brasileiros Moysés Baumstein, Augusto de Campos, Décio Pignatari e a japonesa Setsuko Ishii.
A primeira exposição de hologramas no Brasil foi organizada pelo produtor cultural Ivan Isola em 1981 no pavilhão da Bienal em São Paulo com hologramas produzidos em diversos países. Isola também criou a primeira sala de exposições dedicada a holografia durante sua gestão como diretor do MIS Museu da Imagem e do Som de São Paulo, onde o artista multimídia Wagner Garcia a primeira exposição de hologramas artísticos produzidos por um brasileiro.
Em 1982 Moysés Baumstein (1931-1991) montou o primeiro de seus dois laboratórios, na região dos Jardins em São Paulo, dirigidos à produção holográfica artística e comercial. Desenvolveu técnicas próprias de exposição e revelação, que resultaram em hologramas de grande impacto visual e qualidade.
Sua primeira exposição artística foi também no MIS o Museu da Imagem e do Som de São Paulo em 1984.
Em 1987 montou seu segundo laboratório no Sumaré em São Paulo, mais sofisticado onde expandiu sua produção, o tamanho de suas obras (1,20 mx1,20 m) e a linguagem holográfica em sí.
Desta época , até sua morte em 1991, Moysés Baumstein trabalhou com Augusto de Campos, Décio Pignatari, Júlio Plaza, Wagner Garcia e Rozélia Medeiros produzindo e expondo Hologramas artísticos em diversos museus e instituições no Brasil "Linha do Tempo exposições MIS" e também no exterior.
Seu laboratório esteve em atividade até 2007, quando então foi doado por seus filhos para o setor de Óptica da Universidade UNICAMP.